# Pit Hartling

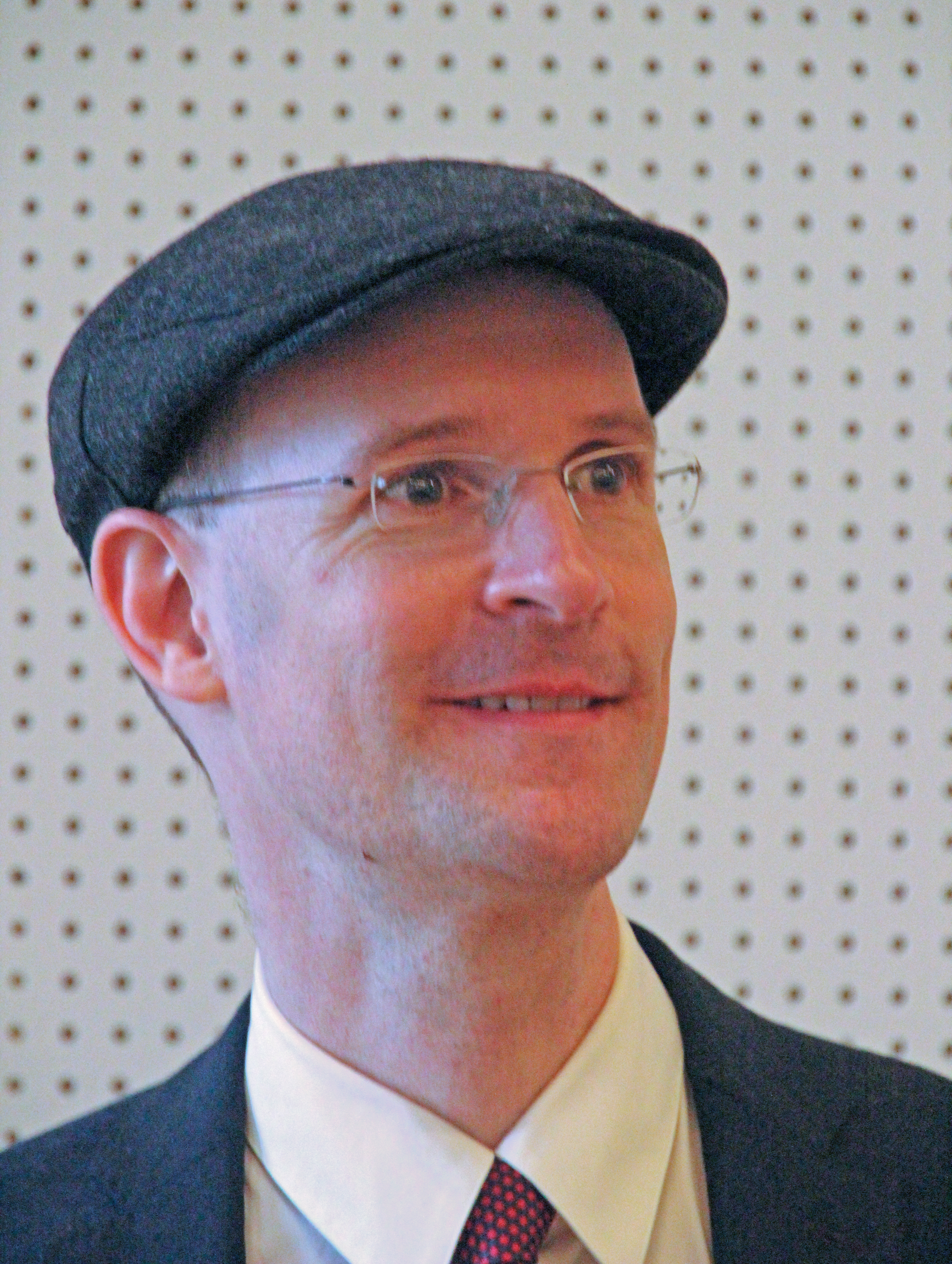
Pit Hartling (2019)

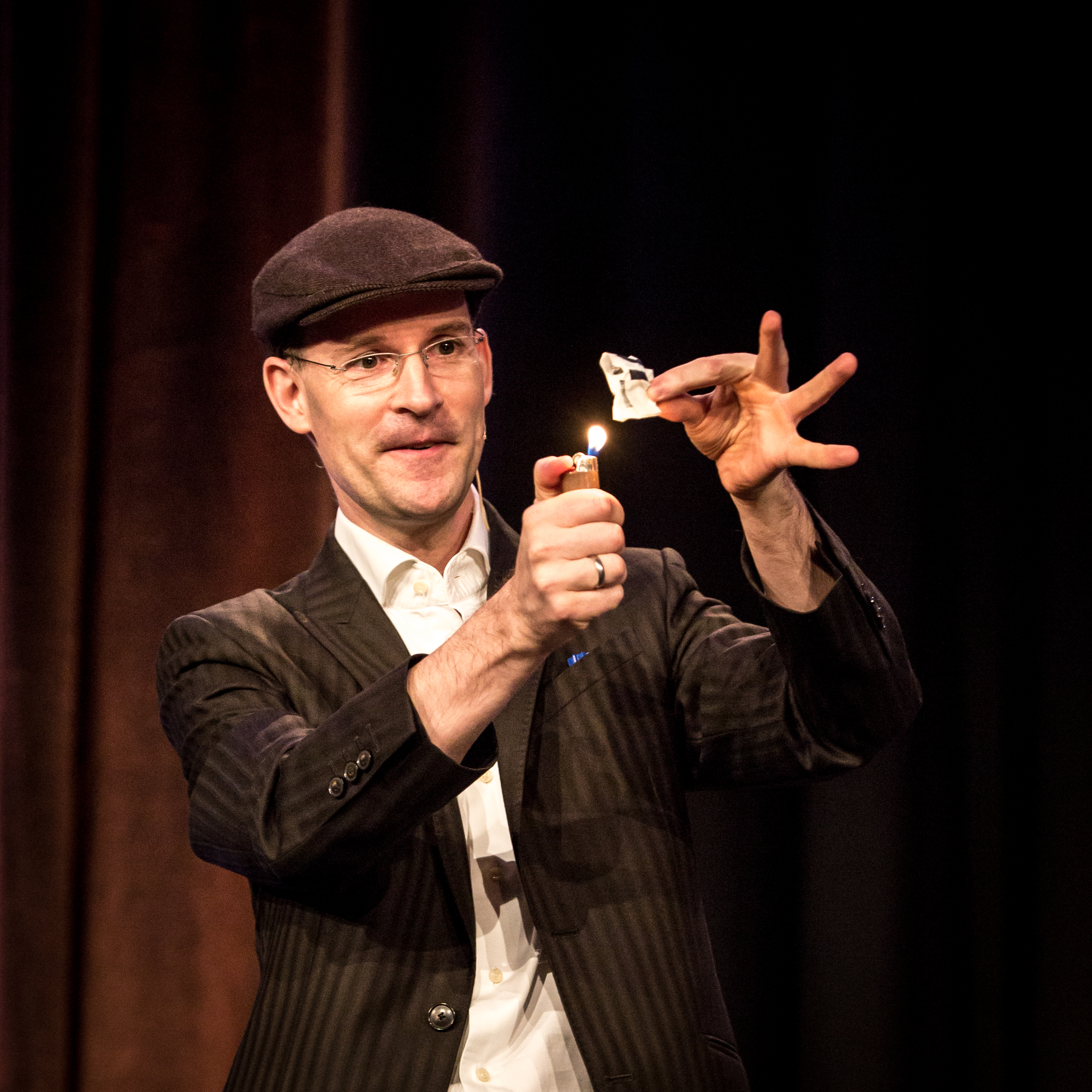
Pit Hartling (2018)

Pit Hartling (* 25. September 1976 in Frankfurt am Main) ist ein deutscher Zauberkünstler und Fachbuchautor.

## Leben
Pit Hartling studierte sieben Semester Literaturwissenschaften, Linguistik, Psychologie und Philosophie an der Johann Wolfgang Goethe-Universität Frankfurt am Main, bevor er seine Kunst zum Hauptberuf machte.
Er ist Mitglied und Preisträger des Magischen Zirkels von Deutschland sowie Mitglied der Escuela Magica de Madrid.
Seit 1992 hat er Auftritte bei Kongressen und Veranstaltungen und leitet Fachseminare zur Zauberkunst. 1995 war er Mitbegründer des Deutschen Zauber- und Comedy-Ensembles „Die Fertigen Finger“. 2000 war er Mitbegründer der Magic Monday Show in Frankfurt am Main. Seit 2001 ist er Mitglied der Escuela Magica de Madrid um Juan Tamariz.
Pit Hartling veröffentlichte  eigene Kunststücke und theoretische Artikel in Fachzeitschriften in Deutschland, Österreich, Schweden, Spanien, England, Holland, Frankreich und den USA.
Die US-amerikanische Fachzeitschrift MAGIC, das Spanische Fachmagazin El Manuscrito und die Deutsche Zeitschrift „Magische Welt“ widmeten Pit Hartling jeweils eine Titelstory. 1997 trug Pit Hartling Material zum Seminarheft der Fertigen Finger bei („7 Close-Up“). Im selben Jahr war die Veröffentlichung des Buchs der Fertigen Finger („Das Buch“).

## Programme
- 2000: Premiere "Die Magic Monday Show" mit Rainer Ewerrien, Michael Leopold und Kay Schmid
- 2004: Premiere "Metamagicum" mit Thomas Fraps.
- 2008: Premiere "Metamagicum II" mit Thomas Fraps.
- 2010: Premiere "Corriger la Fortune – Die Pokershow" mit Ben Profane
- 2011: Premiere Soloabend "Magische Soirée"
- 2012: Premiere Soloabend "Pit Hartling – wirkt Wunder"

## Publikationen
- 1998: „Das Kleine Grüne Heft“ (Englisch: „The Little Green Lecture“).
- 2002: Beiträge zur DVD der Fertigen Finger „Don’t forget to point“.
- 2003: „Card Fictions“ (in englischer, später auch in spanischer, französischer, italienischer, japanischer und koreanischer Sprache).
- 2016: „In Order to Amaze“ (in englischer, spanischer, italienischer und japanischer Sprache).

## Preise
- 1993: Deutscher Meister (Junioren) in Neuss
- 1994: Vize-Weltmeister der Zauberkunst auf dem FISM-Weltkongress der Magier in Tokio
- 1996/97: (gemeinsam mit den Fertigen Fingern) Magier des Jahres des Magischen Zirkels von Deutschland
- 1998: (gemeinsam mit den Fertigen Fingern) Siegfried & Roy Sarmoti Award in Las Vegas
- 2000: 1. Platz International Close-Up Competition in London
- 2003: Magic Comedy Award in St. Moritz
- 2006: (gemeinsam mit den Fertigen Fingern) Lecturer of The Year, The Magic Castle, Hollywood